# Glacier Pers
Le glacier Pers (en romanche : Vadret Pers) est un glacier de la chaîne de la Bernina. Il se situe dans le canton des Grisons en Haute-Engadine. Son origine est proche du Piz Palü et il se joint au glacier Morteratsch.

## Toponymie
En romanche, pers signifie « perdu ».

## Description

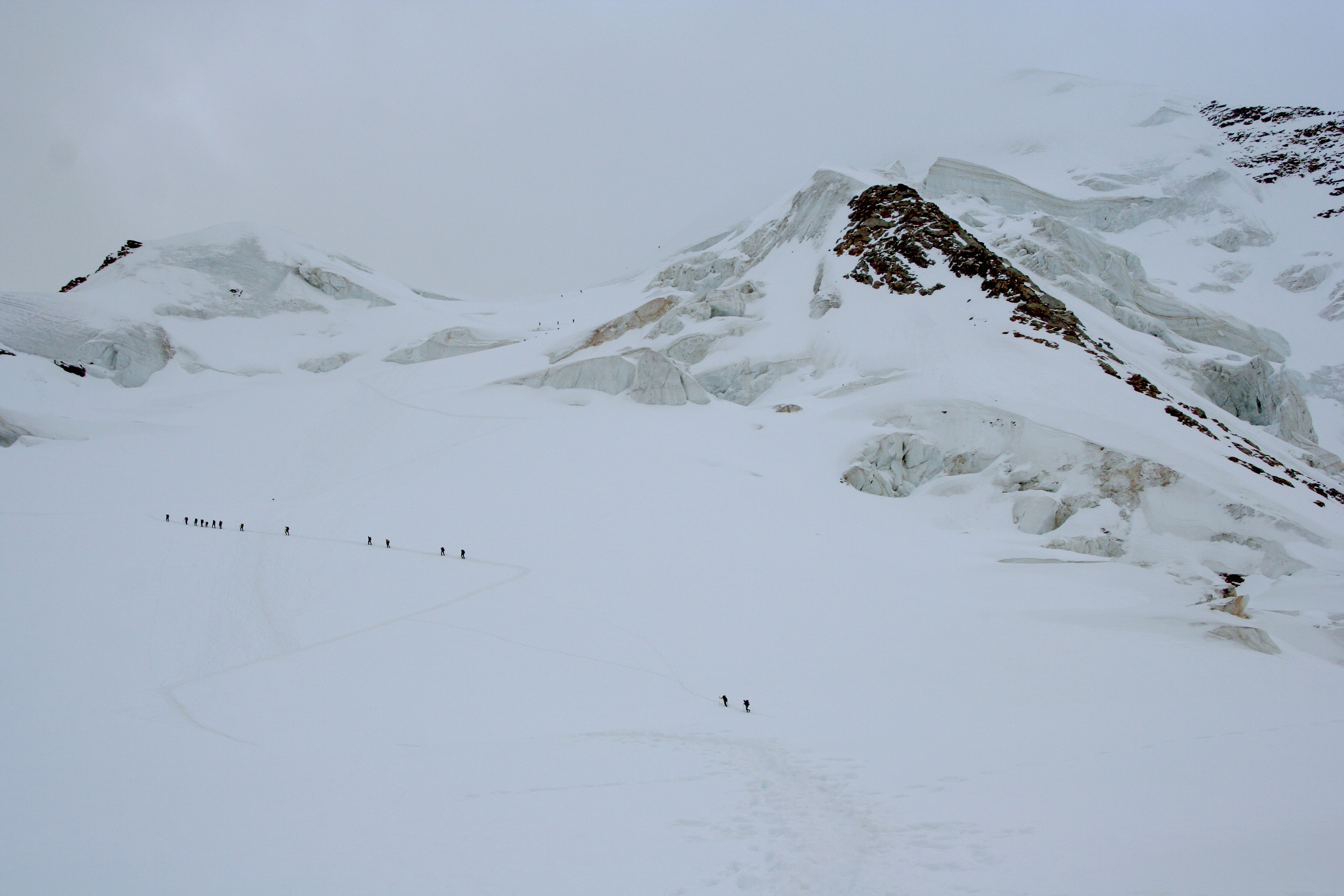
Le glacier Pers sur la voie normale du Piz Palü.

Le glacier est de type vallée, la zone d'accumulation est située entre les sommets du Rifugi dals Chamuotschs, de la Fortezza, de la Bellavista, du Piz Spinas, du Piz Palü, du Piz Cambrena, du Piz Arlas et du Piz Trovat.
Le glacier a une longueur maximale de 4 km, jusqu'à 1,5 km de large dans la partie supérieure et couvre une superficie d'environ 6 km2, avec un dénivelé de 1 800 m. Son origine la plus élevée est, avec de nombreux champs de névés, sur le flanc nord du Piz Palü, traversé par la frontière entre l'Italie et la Suisse, et sur le Piz Cambrena (3 602 m), proche du Piz Palü. 
Le glacier Pers s'épanche avec une pente relativement faible de 10 à 15 % vers le nord et vire progressivement vers l'ouest au pied sud du Munt Pers (3 206 m). À la fin de son parcours, il alimente le glacier Morteratsch au niveau de la Fuorcla Bellavista, à 3 673 m d'altitude. Il reçoit ensuite comme affluent le glacier la Fortezza, issu de la montagne du même nom. Dans le passé, il se déversait dans le glacier Morteratsch sur une pente raide fortement fissurée. À l'été 2015, cependant, le glacier Pers a tellement fondu que la connexion entre les deux langues glaciaires s'est rompue.
La Fuorcla Bellavista (3 688 m) est un col couvert de névés qui relie le glacier au sud avec l'Altipiano di Fellaria, un vaste glacier de plateau sur le versant italien du massif de la Bernina.
À la confluence avec le glacier Morteratsch, un rétrécissement nommé Sagl dal Vadret Pers, entre le Munt Pers et Isla Persa, se comporte comme un barrage naturel bloquant les eaux de ruissellement ; un petit lac, Lej da l'Isla, est situé à proximité.
L'ensemble des glaciers Morteratsch et Pers couvre environ 16 km2.
L'eau qui vient du glacier se jette dans le Berninabach qui à son tour est un affluent de l'Inn. 

## Tourisme
Sur la Diavolezza, crête montagneuse entre le Munt Pers et le Piz Trovat au nord-est du glacier de Pers, la station amont du téléphérique Bernina-Diavolezza s'élève à 2 973 m avec vue sur le massif de la Bernina et les glaciers Pers et Morteratsch.
La ligne de la Bernina (avec la gare de Morteratsch) transporte les touristes au pied du glacier Morteratsch.

## Activités

### Excursion scolaire
Là où en 1995 il était encore possible de pratiquer le ski d'été, il n’y a plus que des tas de rochers parsemés de névés. Les élèves marchent au bord du glacier, prennent la mesure de la hauteur du glacier en 1850 d’après les traces de l’ancienne moraine, apprennent à distinguer par les différences de couleurs la zone d’alimentation blanche de celle de fusion plus foncée ; le rétrécissement de la zone d’alimentation est caractéristique d’un glacier qui recule.